# Kimberly Hyacinthe
Kimberly Hyacinthe (née à Montréal) est une athlète canadienne québécoise spécialiste du sprint.
Son meilleur temps sur 200 mètres est de 22 s 78 obtenu pour remporter la médaille d'or lors des Universiades à Kazan le 10 juillet 2013. Ses parents sont nés en Haïti où elle n'est jamais allée.

## Palmarès
| Date | Compétition               | Lieu     | Résultat | Épreuve   | Marque        |
| ---- | ------------------------- | -------- | -------- | --------- | ------------- |
| 2009 | Universiade               | Belgrade | 6e       | 200 m     | 23 s 66       |
| 2009 | Universiade               | Belgrade | 1re      | 4 x 400 m | 3 min 33 s 09 |
| 2009 | Jeux de la Francophonie   | Beyrouth | 2e       | 200 m     | 23 s 15       |
| 2009 | Jeux de la Francophonie   | Beyrouth | 1re      | 4 x 100 m | 44 s 78       |
| 2009 | Jeux de la Francophonie   | Beyrouth | 1re      | 4 x 400 m | 3 min 35 s 95 |
| 2013 | Universiade               | Kazan    | 1re      | 200 m     | 22 s 78       |
| 2013 | Championnats du monde     | Moscou   | 6e       | 4 x 100 m | 43 s 28       |
| 2014 | Relais mondiaux de l'IAAF | Nassau   | 9e       | 4 × 100 m | 43 s 33       |
| 2014 | Jeux du Commonwealth      | Glasgow  | 7e       | 200 m     | 23 s 11       |
| 2014 | Jeux du Commonwealth      | Glasgow  | 4e       | 4 x 100 m | 43 s 33       |
| 2015 | Relais mondiaux de l'IAAF | Nassau   | 4e       | 4 × 100 m | 42 s 85       |
| 2015 | Jeux panaméricains        | Toronto  | 6e       | 200 m     | 23 s 28       |
| 2015 | Jeux panaméricains        | Toronto  | 3e       | 4 x 100 m | 43 s 00       |
| 2015 | Championnats du monde     | Pékin    | 6e       | 4 x 100 m | 43 s 05       |

## Records
| Épreuve | Performance | Lieu  | Date            |
| ------- | ----------- | ----- | --------------- |
| 200 m   | 22 s 78     | Kazan | 10 juillet 2013 |